# Alexander Gagliano

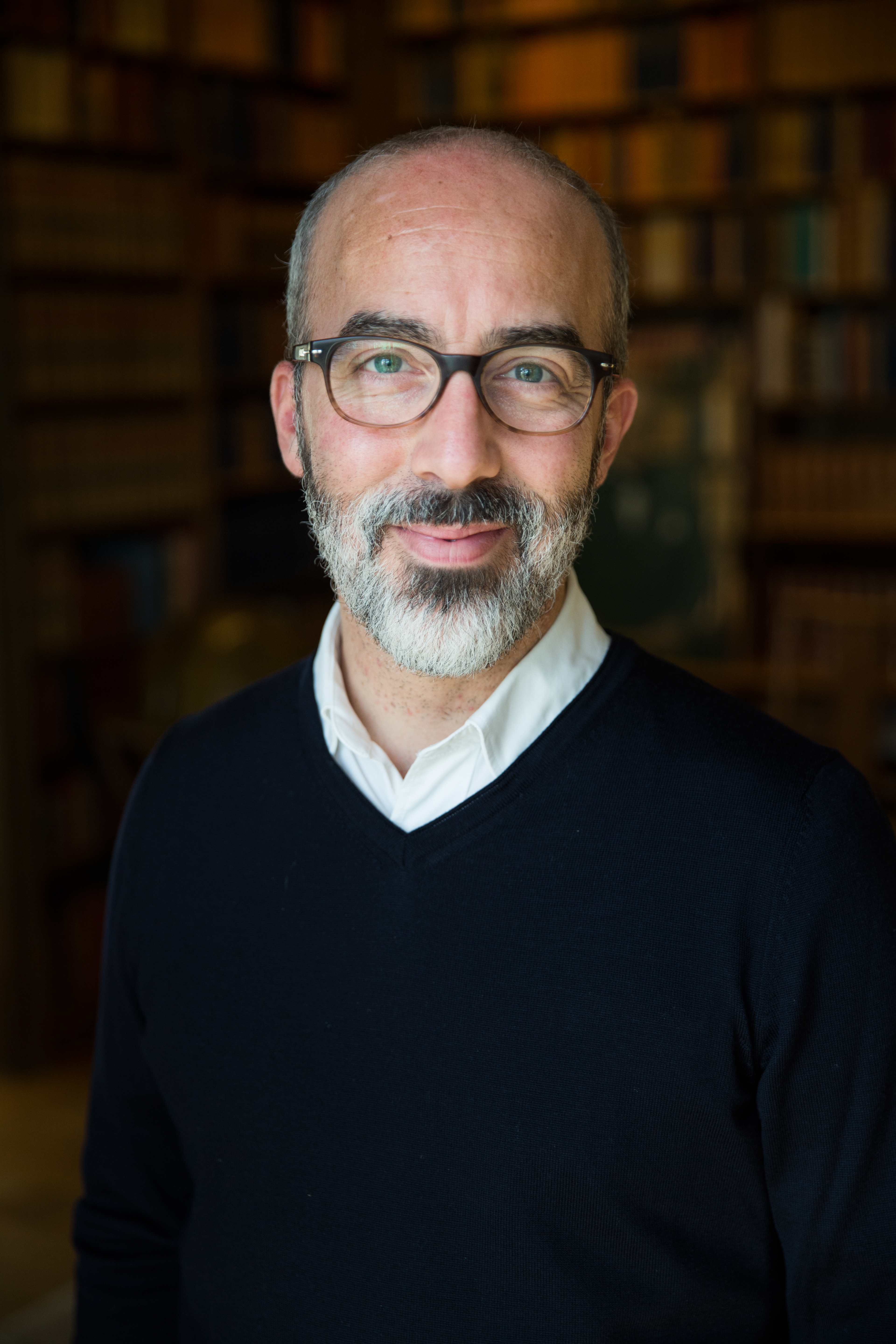
Alexander Gagliano, 2015

Alexander Leonardo Gagliano, född 13 oktober 1973 i Uppsala, är en svensk journalist. Sedan 2011 arbetar han som undersökande reporter på Sveriges Radios Ekoredaktion. Han har tidigare varit reporter på P4 Uppland, P4 Jönköping, P4 Sörmland och P3-programmet Folkradion.

## Biografi
Alexander Gagliano har flera gånger belönats för sin journalistik. Han har vunnit Föreningen Grävande Journalisters pris Guldspaden tre gånger och nominerats totalt sex gånger. Han har bland annat tillsammans med Ekot-reportern Ivan Garcia avslöjat hur Sveriges regering år 2014 i hemlighet planerat att påverka en folkomröstning i Schweiz om landets köp av 22 JAS Gripen-plan. Han har också tillsammans med kollegan Milan Djelevic år 2013 avslöjat hur Säpo inom kort skulle komma att ha direktåtkomst till uppgifter om svenskarnas mobil- och mejldata samt med P4 Uppland-reportern Kina Pohjanen visat på stora brister i polisens internutredningar.
Tillsammans med journalisten Bo-Göran Bodin avslöjade Alexander Gagliano i december 2014 hur en enhet inom Stockholmspolisen i hemlighet i tio års tid registrerat tusentals misshandlade kvinnor, i många fall med nedsättande omdömen. Efter en utredning av Datainspektionen förklarades registret olagligt. Representanter för regeringen och polisen bad därefter de kartlagda kvinnorna om ursäkt. Gagliano och Bodin blev i oktober 2015 nominerade till Stora Journalistpriset för avslöjandena om polisens "kvinnoregister".
Granskningen av "kvinnoregistret" har även belönats med andra plats i Prix Europa 2015 och bronsmedalj i New York Festivals World’s Best Radio 2015.
Alexander Gagliano och Bo-Göran Bodin samarbetade även i samband med granskningen av Svenska Kyrkans utlandsresor, som sändes 31 maj - 3 juni 2016. Reportagen avslöjade hur de svenska församlingarna reser utomlands för miljontals kronor på personalresor. I många fall är det resor som Svenska Kyrkan kallar studie- och utbildningsresor men som vid en närmare granskning visar sig gå till semesterorter där deltagarna går på krogen, på musikaler och får uppleva sightseeing, guidade turer och besök på museer.
I september 2017 avslöjade Gagliano, tillsammans med Ekot-kollegan Daniel Öhman och P4 Stockholm-reportern Adrian Sadikovic, att rikspolischef Dan Eliasson hade frångått säkerhetsskyddsförordningen när han fattat beslut om att ge företaget CGI åtkomst till polisens lönesystem Palasso. Eftersom det rörde sig om hemliga uppgifter skulle informationen mellan polisen och företaget ha krypterats med ett system godkänt av Försvarsmakten. Men för att spara pengar och tid beslutade rikspolischefen Dan Eliasson våren 2015 att man skulle göra ett undantag från säkerhetskyddsförordningen och strunta i försvarets krypteringslösning. Gagliano och kollegorna fortsatte avslöja fler detaljer om fallet under hösten 2017, vilket i januari 2018 ledde till Dan Eliassons avgång som rikspolischef.
2019 gjorde Gagliano P1 Dokumentären "Saknad till Havs", där han följde de mystiska fynd polisen hade gjort på en strand i Bohuslän efter regissören Daniel Lind Lagerlöfs försvinnande 2011.

## Utmärkelser
2006
- "Våldet mot fängelseintagna"[19] - Belönat med Guldspaden 2006.

2007
- "Granskning av Östfora behandlingshem"[20]
- "Diskriminering på beställning"[21] - Nominerat till Guldspaden 2007.
- "Forskningslögnen i Uppsala"[22] - Belönat med Guldspaden 2007.

2008
- "Cirkus Nanna"[23]
- "Metall - kriminell hårdvaluta"[24]

2009
- "De sjunkande livbojarna"[25]

2010
- "När polisen är den misstänkta"[6][7] - Belönat med Guldspaden 2010.
- "Det akademiska knarket"[26]

2011
- "Brandskyddet på oljefartyg"[27]
- "Cancerframkallande mögelgift blev mögelämnen"[28]

2012
- "Myndighet förfalskade dokument"[29]
- "Med pennan som enda vapen"[30]
- "Åklagare försökte få kvinna att ta tillbaka anmälan"[31]

2013
- "Säpo och övervakningen"[4][5]

2014-2015
- "Gripen-affären med Schweiz"[2][3] - Nominerat till Guldspaden 2014.
- "Kvinnoregistret"[8] - Nominerat till Stora Journalistpriset 2015 och Guldspaden 2014. Andra plats i Prix Europa 2015 och brons i New York Festivals World´s Best Radio.
- "Generaldirektör anklagas för hotfullt beteende"[32]
- "Det nya romregistret"[33]

2016
- "Chef inom polisen klättrade i karriären trots pedofillarm[34]
- "Svenska Kyrkans utlandsresor"[15]

2017
- Rikspolischef Dan Eliasson frångick säkerhetsskyddsförordningen"[35]
- Åklagaren efter granskning: Dan Eliasson frångick lagen"[36]
- Dan Eliasson avgår som rikspolischef"[37]

2019
- 'P1 Dokumentär: "Saknad till Havs"[38]

2020
- P1 Dokumentär Miniserie: "Coronapandemin"[39]

2022'
- "Fri att begå brott" - Nominerat till Guldspaden 2022.[40]

2023'
- "Finansmannen och skogen".[41]
- "Sanningen om växelfelen" - Nominerat till Guldörat 2023.[42]

2024'
- "Striden om den svenska fjällskogen".[43]
- "Botkyrkahärvan och statsbidraget mot gängen" [44]